# Anne Carson
Anne Carson, född 21 juni 1950 i Toronto i Ontario, är en kanadensisk författare, poet, översättare och litteraturkritiker. Hon har varit innehavare av bland annat John McNaughton-professuren i klassiska språk vid McGill University i Montreal i Kanada, och återvänder ständigt till den antika litteraturen i sitt skrivande, till exempel i sin kanske mest lästa bok, Röd självbiografi, som bygger på Herakles-myten och i uppföljaren Röd doc>. Hösten 2019 uppfördes en svensk översättning av Carsons egen översättning av Sofokles drama Antigone på Göteborgs stadsteater.
Carson omtalas ibland som en av favoriterna till nobelpriset i litteratur.